# Russel E. Caflisch
Russel E. Caflisch (né le 29 avril 1954) est un mathématicien américain. Caflisch est directeur du Courant Institute of Mathematical Sciences à l'Université de New York (NYU) et professeur au département de mathématiques.

## Biographie
Russel Edward Caflisch est né à Charleston, Virginie-Occidentale. Il obtient son baccalauréat de la Michigan State University en 1975. Il obtient une maîtrise et un doctorat en mathématiques du Courant Institute of Mathematical Sciences de l'Université de New York. Sa thèse s'intitule "The Fluid Dynamic Limit and Shocks for a Model Boltzmann Equation"(1978). Il occupe des postes de professeur à Stanford et NYU. Il est directeur de thèse pour 22 étudiants. Jusqu'en août 2017, Caflisch est directeur de l'Institut de mathématiques pures et appliquées (IPAM) et professeur au département de mathématiques, où il occupe également un poste conjoint au département de science et génie des matériaux.
Caflisch est un membre fondateur du California NanoSystems Institute (CNSI). Il travaille dans le domaine des mathématiques appliquées, notamment les équations aux dérivées partielles, la dynamique des fluides, la physique des plasmas, la science des matériaux, les méthodes de Monte Carlo et la finance informatique.
Caflisch reçoit la bourse d'études supérieures de la Fondation Hertz en 1975 et une bourse de recherche de la Fondation Sloan en 1984. Il est nommé membre de la Society for Industrial and Applied Mathematics en 2009, de l'American Mathematical Society en 2012 et de l'American Academy of Arts and Sciences en 2013. Il est élu membre de l'Académie nationale des sciences en avril 2019.